# Opel Monterey
El Monterey  es un vehículo todo terreno 4x4, variante de OPEL, que se vendió en Europa bajo la marca Opel desde el 1992 hasta el 2002. En Inglaterra se vendió con la denominación Vauxhall. Fue el 4x4 de gama alta de la Opel con acabados más lujosos y motorizaciones más potentes que su hermano menor el Opel Frontera.

## Opel Monterey 3100 TD LS

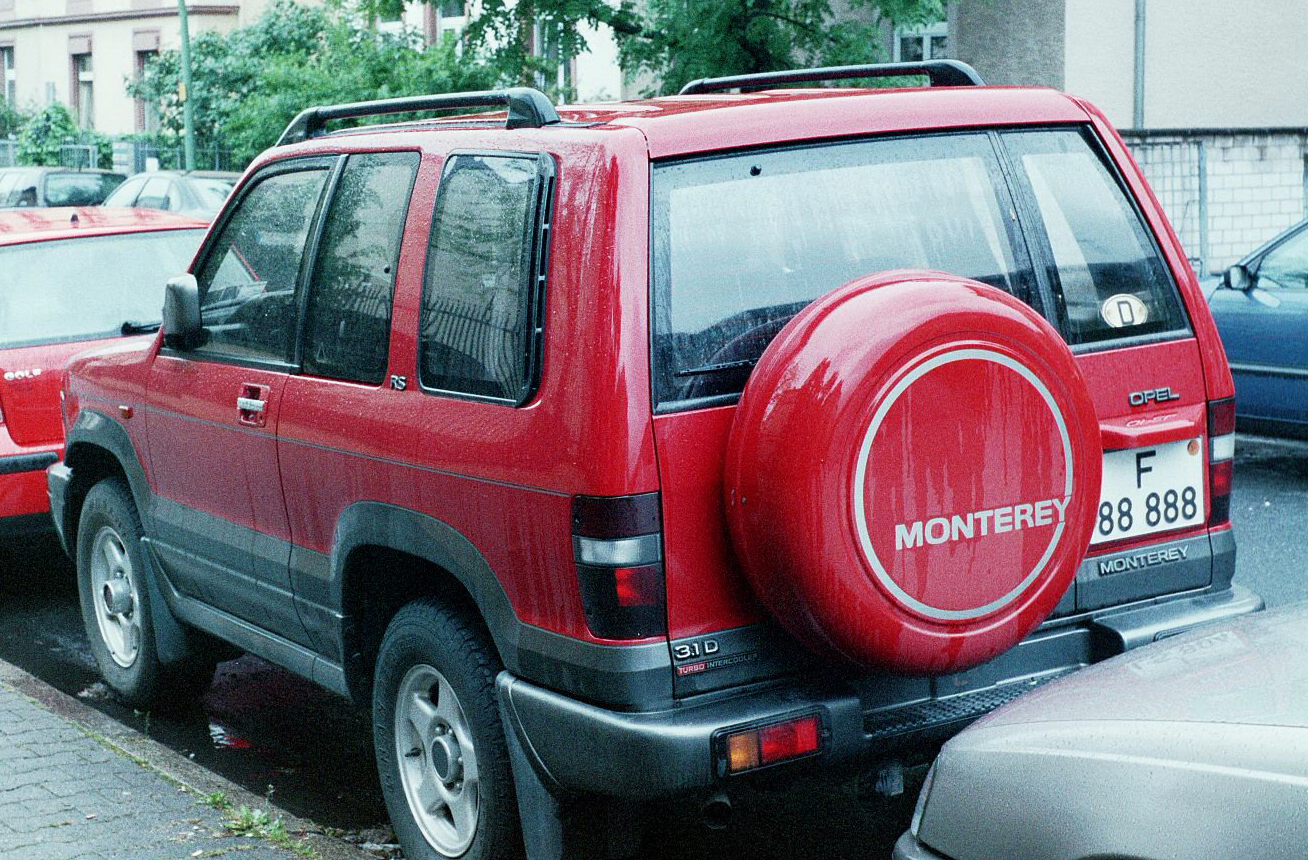
vista posterior del modelo con rueda trasera en el portón

- Versión: 3.1 TD LS Combustible: Diésel Potencia Máxima: 114 cv a 3.600 rpm Par Máximo: 260 Nm a 2.000 rpm
- N.º de cilindros: 4 En línea Cilindrada: 3.059 cc Distribución: en línea Alimentación: diesel - Inyección indirecta
- Tracción: 4x4
- Caja de cambios: manual 5 Velocidades Reductora: Si
- N.º de puertas: 5 largo x ancho x alto: 4.880 x 1.840 x 1.745 mm
- Volumen del maletero: 430 L
- N.º de plazas: 7 Peso: 1.985 kg con conductor
- Capacidad del depósito: 85 L
- Aceleración (0-100km/h): 16,5 s
- Velocidad máxima: 150 km/h
- Consumo urbano: - Consumo extraurbano: - Consumo Medio
- Emisiones Co2

### Equipamiento interior
- Reloj digital
- Reposacabezas en asientos delanteros ajustables en altura y en inclinación , reposacabezas en asientos traseros ajustables en altura
- Apoyabrazos trasero
- Asiento delantero del conductor individual, reclinable con ajuste longitudinal y en altura , asiento delantero del acompañante individual reclinable con ajuste longitudinal
- Asientos traseros de tres plazas , tipo banco partido y reclinables con respaldo abatible asimétrico.

#### Multimedia y Audio
- Cuatro altavoces,
- Antena eléctrica

#### Confort
- Tapa de combustible con apertura remota mecánica,
- Inmovilizador,
- Luces de cortesía con cuatro interruptores,
- Luces de lectura delanteras,
- Luz maletero,
- Volante deportivo,
- Dirección asistida,
- Luces de aviso en puertas abiertas,
- Faros dobles con lente convencional y bombilla halógena,
- Regulación de los faros con ajuste interior de altura,
- Intermitentes laterales,
- Cierre centralizado con llave e interruptor interior inc. apertura del maletero,
- Sistema de climatización con cuatro velocidades en el ventilador, recirculación del aire y conductos de aire a la parte posterior con *filtro de partículas,
- Aire acondicionado libre de CFC,
- Limpiaparabrisas delantero de dos velocidades con intermitencia fija,
- Elevalunas eléctricos delanteros y traseros,
- Aviso acústico luces encendidas.

## Dimensiones

### Dimensiones exteriores
4.880 mm de largo, 1.745 mm de ancho, 1.840 mm de alto, 2.760 mm de batalla, 1.455 mm de ancho de vía delantero, 1.460 mm de ancho de vía trasero, 11.600 mm de diámetro de giro entre bordillos y 12.400 mm de diámetro de giro entre paredes.

### Dimensiones interiores
1.015 mm de altura entre banqueta-techo (delante), 970 mm de altura entre banqueta-techo (detrás), 1.356 mm de anchura en las caderas (delante), 1.355 mm de anchura en las caderas (detrás), 1.037 mm de espacio para las piernas (delante), 831 mm de espacio para las piernas (detrás), 1.457 mm de anchura en los hombros (delante) y 1.463 mm de anchura en los hombros (detrás);
Capacidad del compartimento de carga: 430 L (hasta las ventanas con asientos montados), 1.464 L (hasta las ventanas con asientos plegados) y 2.548 L (hasta el techo con asientos plegados).

## Acabado Exterior
- Pintura metalizada , pintura mica,
- Neumáticos delanteros y traseros 245 mm de ancho, 70 % de perfil y índice de velocidad: S;
- Llantas delanteras y traseras de aleación ligera, 16 pulgadas de diámetro y 7 pulgadas de ancho,
- Rueda de repuesto con llanta de aleación ligera y de tamaño normal (situada en el portarrueda exterior posterior),
- Retrovisor exterior lado conductor y acompañante ajustable exteriormente, desempañable negro/gris (no pintado),
- Cristales tintados.

## Ficha técnica
- Suspensión delantera de doble triángulo con barra estabilizadora y muelles de torsión; ruedas independientes
- suspensión trasera multibrazo (multilink) con barra estabilizadora y muelles helicoidales ; eje rígido
- Transmisión manual de cinco velocidades.
- Potencia de 114 CV (DIN) (84kW) a 3.600 rpm , par máximo: 260 Nm a 2.000 rpm
- Consumo EU 83 a 90 km/h: 10,1, EU 83 a 120 km/h: 16,2 y EU 83 urbano: 12,4
- Prestaciones: 150 km/h de velocidad máxima, 16,5 s de aceleración 0-100 km/h y 36,6 s de aceleración 0-1000 m
- Dos luces de marcha atrás,
- Cuatro frenos de disco ventilados.
- Motor de 3,1 litros ( 3.059 cc ) , 4 cilindros en línea con dos válvulas por cilindro de situación frontal y orientación longitudinal con 95,4 mm de diámetro, 107 mm de carrera, relación de compresión: 20/1 y árbol de levas lateral (OHV);
- Combustible: gasoil,
- Cx ,
- Acabado LS,
- Todoterreno con carrocería 5 puertas,
- Tracción 4x4 seleccionable con vehículo en movimiento

### Prestaciones
Consumo de combustible EU 83 : 12,4 l/100km (urbano), 16,2 l/100 km (extraurbano) y 10,1 l/100 km (mixto)

### Seguridad
- Cinturón de seguridad delantero en asiento conductor y acompañante de 3 puntos, enrollable y ajustable en altura,
- Cinturón de seguridad trasero en lado conductor de 3 puntos y enrollable , cinturón de seguridad trasero en lado acompañante de 3 puntos y enrollable , cinturón de seguridad trasero en asiento central ventral y estático.

- Datos: Q16464614
- Multimedia: Opel Monterey / Q16464614